# Xoridesopus notialis
Xoridesopus notialis là một loài tò vò trong họ Ichneumonidae.